# Готтфрід фон Банфілд
Готтфрід Банфілд, з 17 серпня 1917 по квітень 1919 року — барон фон Банфілд (нім. Gottfried Freiherr von Banfield; 6 лютого 1890, Кастельново, Австро-Угорщина — 23 вересня 1986, Трієст, Італія) — австро-угорський льотчик-ас та італійський підприємець ірландського походження, лейтенант австро-угорського флоту. Найрезультативніший льотчик австро-угорської морської авіації. Кавалер лицарського хреста Військового ордена Марії Терезії (був останнім живим кавалером).

## Біографія

### Походження
Рід Банфілд має ірландське походження і відомий з 16 століття. Дід Готтфріда Томас, офіцер британської армії, одружився з австрійською дворянкою в Баварії, брав участь у Кримській війні і загинув після взяття Севастополя. Його син Річард Банфілд, що народився у Відні в 1836 році, здобув освіту в Австрії і прийняв австрійське підданство. Річард став офіцером Імператорського і Королівського флоту і взяв участь у битві при Ліссі як один з офіцерів на флагмані Вільгельма фон Тегеттоффа, броненосці SMS Erzherzog Ferdinand Max. Він залишив після себе трьох синів, кожен з яких під час Першої світової війни воював на боці Австро-Угорщини.

### Початок кар'єри
Банфілд навчався у військовій середній школі в Санкт-Пельтені й у Військово-Морської академії в Фіумі. 17 червня 1909 року вступив у ВМС. Декілька років служив на борту SMS Erzherzog Friedrich, SMS Custozza, склав іспит на отримання офіцерського звання на лінкорі SMS Erzherzog Franz Ferdinand у травні 1912 року. Через місяць почав навчання пілота в льотній школі у Вінер-Нойштадті, в серпні отримав ліцензію пілота. Захоплений авіацією, як і його старший брат, який вже встиг стати відомим льотчиком, він був обраний до числа перших пілотів австрійського флоту і вирушив удосконалювати свою підготовку в льотній школі Донні-Левек у Франції, де його тренером був головний пілот компанії, військово-морський лейтенант Жан-Луї Кінно — пілот, відомий в той час тим, що виграв багато повітряних змагань під псевдонімом Бомонт. На військово-морській авіабазі Пола, на острові Санта-Катерина, він тренувався літати на гідролітаках. Внаслідок вимушеної посадки в 1913 році Банфілд зламав ногу. Травма була такою сильною, що лікарям ледь вдалося врятувати кінцівку, тому він не підіймався в повітря до початку війни.

### Перша світова війна
Ще до початку Першої світової війни Банфілд був направлений для польотів на летючому човні Lohner E. 21, який був виділений для лінкора SMS Zrinyi як літак повітряної розвідки.
20 липня 1914, за 3 дні до ультиматуму Сербії, лейтенант Восечек на Lohner E. 20, лейтенант фрегата Магліч на Lohner E. 18 і лейтенант фрегата Банфілд на Lohner E. 21 з бази в Тіват виконали розвідувальні польоти на Ловчен, недалеко від кордону з Чорногорією, як спостерігачі артилерії. Він взяв участь в перших повітряних боях проти Чорногорії з бази Каттаро. 16 серпня 1914 року Банфілд на літаючому човні Lohner E. 21 атакував артилерійські батареї на Ловчені, а 28 серпня 1914 роки знову бомбив укріплення на Крстаце. В ході бою був легко поранений льотчик-спостерігач. Надалі Банфілд працював льотчиком-випробувачем і інструктором на аеродромі на острові Санта-Катаріна біля бази ВМС Пола. Як тільки італійці вступили у війну, йому було доручено побудувати велику гідролітакову станцію недалеко від Трієста, і після її завершення призначили командиром станції. З цього часу за ним закріпилось прізвисько «Орел Трієста».
Відзначився Готтфрід Банфілд і як нічний льотчик-винищувач. Навесні 1917 року здобув перші успіхи в боротьбі з нічними рейдами противника на цілі, розташовані позаду лінії фронту в тилу. Починаючи з 1915 року, успішно діяв днем проти гідролітаків противника в районі Трієста і Поли, а також пробував вночі перехоплювати італійські літаки і дирижаблі. Однак гідролітак Hansa-Brandenburg (бортовий номер А 24 білого кольору), на якому Банфілд тоді літав, був недостатньо швидкий, щоб наздогнати ворожі літаки, які лише короткий час було видно в променях прожекторів або в місячному відблиску. Восени 1916 року інженер фірми Hansa-Brandenburg Вайхманн спеціально для Банфілда побудував одномісний летючий човен Oeffag H з більш потужним двигуном AD 350 PS. Він отримав бортовий номер А 11 і скоро, через синього забарвлення, став відомий як «Синє Чудо». Увечері 31 травня 1917 року Банфілд, нарешті, домігся довгоочікуваного успіху. О 22:30 на А 11 в районі Мірамар на висоті 2400 метрів він перехопив італійський гідролітак. Атакувавши з дистанції 30 метрів, Банфілд змусив його зробити вимушену посадку в гирлі річки Прімеро.
За свою кар'єру Банфілд отримав 4 поранення, включаючи одне важке.
Всього за час бойових дій здобув 9 підтверджених і 11 непідтверджених перемог. Всі перемоги здобув як льотчик морської авіабази в Трієсті. Велика кількість непідтверджених перемог зумовлена тим, що Банфілд здійснив значну частину своїх повітряних боїв над Північною Адріатикою і багато із заявлених його повітряних перемог не могли бути підтверджені уламками збитих літаків.

### Повоєнне життя
Після закінчення Першої світової війни залишився жити в Трієсті, який відійшов Італії. Італійці його негайно заарештували. За допомогою начальника в'язниці Банфілду вдалося звільнитися. Він покинув Трієст і попрямував до Відня. Його наречена, дочка судновласника Діодаті Тріпковіча, залишилася жити на узбережжі Адріатики. Банфілд недовго попрацював в корпорації Австро-Даймлер у Відні, потім працював на заводах «Шкода» в Празі. Після одруження на шотландській судноремонтній корабельні в Глазго. Звідти він вирушив працювати до Ньюкасла-на-Тайні і 2 роки працював на судноремонтній корабельні Сміта.
У 1925 році після смерті свого тестя Діодаті Тріпковіча став директором фірми "Тріпковіч і компанія акціонерів, судноплавне буксирування і порятунок судів. У 1926 році після тривалих переговорів отримав італійське громадянство і повернувся в Трієст. Трієстські судна тоді плавали під італійським прапором. Банфілд реорганізував систему порятунку на морі, і в 30-40-х роках йому вдалося отримати безліч контрактів на підйом цінних військових і торгових суден в Середземному морі та Індійському океані. Зокрема, в 1941 році після боїв за Крит він підіймав кораблі затоплені в бухті. У 1945 році саме його фірмою порт і затоки Трієста були очищені від незліченних уламків суден всіх розмірів. Також фірма Банфілда блискуче впоралася з очищенням частини Суецького каналу після близькосхідної війни 1967 року. Банфілд став знаменитістю Трієста, городяни зазвичай називали його «наш барон».

## Сім'я
У 1920 році одружився з графинею Марією Тріпковіч з Трієста (? — 1976). Вони оселилися в Ньюкаслі-на-Тайні. У 1922 році в пари народився син Рафаель Дуглас — майбутній відомий композитор, більш відомий як Раффаелло де Банфілд.

## Звання
- Кадет (16 червня 1909)
- Лейтенант фрегата (1 травня 1912)
- Лейтенант (1 травня 1916)

## Нагороди
- Нагрудний знак морського пілота (Австро-Угорщина)
- Срібна і бронзова медаль «За військові заслуги» (Австро-Угорщина) з мечами
- Хрест «За військові заслуги» (Австро-Угорщина) 3-го класу з військовою відзнакою і мечами
- Орден Залізної Корони 3-го класу з військовою відзнакою і мечами
- Орден Леопольда (Австрія), лицарський хрест з військовою відзнакою і мечами
- Медаль за хоробрість (Австро-Угорщина) для офіцерів
  - велика срібла (1916)
  - золота
- Військовий Хрест Карла
- Залізний хрест 2-го і 1-го класу
- Військовий орден Марії Терезії, лицарський хрест (17 серпня 1917)
- Медаль «За поранення» (Австро-Угорщина) з чотирма смугами
- Орден Почесного легіону, кавалерський хрест (1977) — як почесний консул Франції в Трієсті.

## Вшанування пам'яті

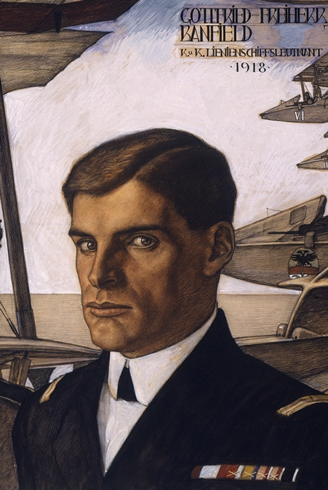
Портрет Банфілда.

- У Віденському військово-історичному музеї висить портрет Банфілда, намальований в 1918 році Карлом Штеррером.
- На честь Банфілда випустили 3 пам'ятних медалі.
- В 1990 році випускники Терезіанської академії назвали себе «класом Банфілда». Такий вибір зумовлений тим, що випускники вступили в академію в рік смерті Банфілда.